# Brentwood (Los Angeles)
Brentwood is een rijk district in het westen van Los Angeles (Californië, VS) en is niet te verwarren met Brentwood gelegen in de baai van San Francisco in Noord-Californië.
Gelegen aan de voet van de Santa Monica Mountains, wordt Brentwood begrensd door de San Diego Freeway in het oosten, Wilshire Boulevard in het zuiden, Santa Monica in het zuidwesten, Topanga State Park in het westen en Mulholland Drive langs de heuvelrug in het noorden.
Nabijgelegen buurten zijn Pacific Palisades in het westen, Santa Monica in het zuidwesten, West Los Angeles in het zuiden, Sawtelle in het zuidoosten, Westwood in het oosten, Bel Air in het noordoosten en Encino in het noorden.
De postcode van Brentwood is 90049, dit omvat Brentwood en een deel van Bel-Air Estates.